# Welyki Korowynzi
Welyki Korowynzi (ukrainisch Великі Коровинці; russisch Великие Коровинцы Welikije Korowinzy) ist eine Siedlung städtischen Typs im Süden der ukrainischen Oblast Schytomyr mit etwa 2300 Einwohnern (2015).

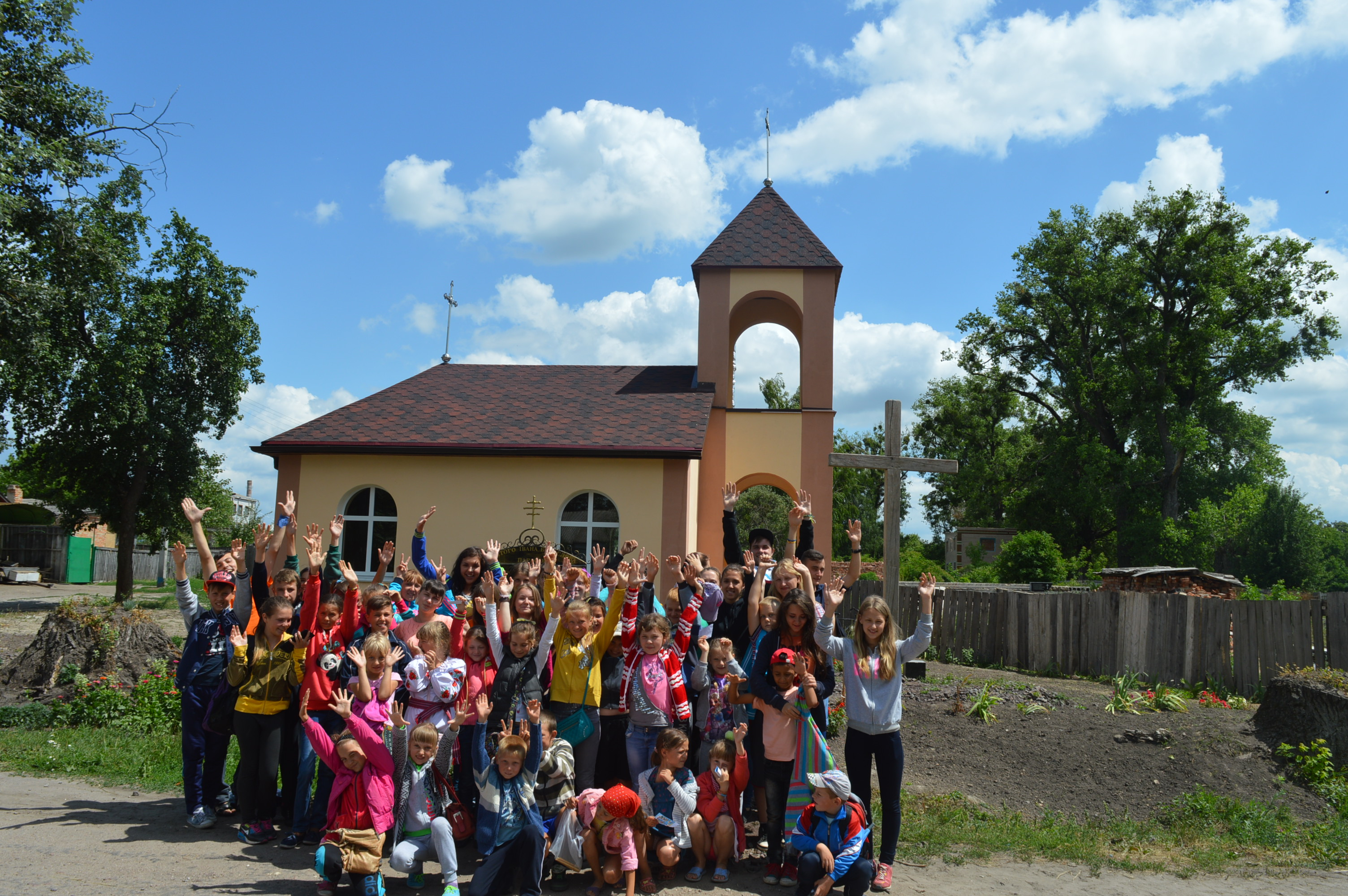
Kirche im Ort

Die 1585 gegründete Ortschaft erhielt 1957 den Status einer Siedlung städtischen Typs und liegt an der Territorialstraße T–21–20 20 km südöstlich vom ehemaligen Rajonzentrum Tschudniw und 63 km südwestlich von Schytomyr, er hat einen Bahnhof an der Bahnstrecke Kowel–Kosjatyn.
Am 12. Juni 2020 wurde die Siedlung ein Teil der Stadtgemeinde Tschudniw, bis dahin bildete sie zusammen mit dem Dorf Mychajlenky (Михайленки) die gleichnamige Siedlungsratsgemeinde Welyki Korowynzi (Великокоровинецька селищна рада/Welykokorowynezka selyschtschna rada) im Nordosten des Rajons Tschudniw.
Am 17. Juli 2020 kam es im Zuge einer großen Rajonsreform zum Anschluss des Rajonsgebietes an den Rajon Schytomyr.